# Mao's Last Dancer
Pour plus de détails, voir Fiche technique et Distribution.
Mao's Last Dancer est un film australien réalisé par Bruce Beresford, sorti en 2009.

## Synopsis
L'histoire du danseur Li Cunxin

## Fiche technique
- Titre : Mao's Last Dancer
- Réalisation : Bruce Beresford
- Scénario : Jan Sardi d'après l'autobiographie de Li Cunxin
- Musique : Christopher Gordon
- Photographie : Peter James
- Montage : Mark Warner
- Production : Jane Scott
- Société de production : Great Scott Productions
- Société de distribution : ATO Pictures (États-Unis)
- Pays :  Australie
- Genre : Biopic, drame et romance
- Durée : 117 minutes
- Dates de sortie : 
  -  Australie : 1er octobre 2009

## Distribution
- Chi Cao : Li Cunxin
- Bruce Greenwood (VF : Jacques Faugeron) : Ben Stevenson
- Penne Hackforth-Jones : Cynthia Dodds
- Kyle MacLachlan (VF : Philippe Roullier) : Charles Foster
- Christopher Kirby : Mason
- Suzie Steen : Betty Lou
- Madeleine Eastoe (VF : Frédérique Marlot) : Lori
- Aden Young : Dilworth
- Huang Wen Bin : Li enfant
- Liang Shu Guang : Jing Tring à 8 ans
- Wang Ye : Cunfar à 14 ans
- Zhang Neng Neng : Gong Mei
- Xu Wan Shi : Shen Yu
- Yi Shao Wei : Yang Ping
- Ferdinand Hoang : le consul Zhang

 Source et légende : version française (VF) sur RS Doublage

## Distinctions
Le film a été nommé 8 fois aux AFI Awards et a remporté le Prix de la Meilleure musique (ainsi que le Prix des lecteurs de News Limited.